# Bermuda vid världsmästerskapen i friidrott 2022
Bermuda tävlade vid världsmästerskapen i friidrott 2022 i Eugene i USA mellan den 15 och 24 juli 2022. Bermuda hade en trupp på fyra idrottare.

## Resultat

### Herrar
Teknikgrenar
| Idrottare           | Gren    | Kval    | Kval      | Final            | Final            |
| Idrottare           | Gren    | Distans | Placering | Distans          | Placering        |
| ------------------- | ------- | ------- | --------- | ---------------- | ---------------- |
| Jah-Nhai Perinchief | Tresteg | 16,38 m | 22        | Gick inte vidare | Gick inte vidare |